# Toray Pan Pacific Open 2008
Toray Pan Pacific Open 2008 — жіночий тенісний турнір, що проходив на відкритих кортах з твердим покриттям. Це був 25-й за ліком Toray Pan Pacific Open. Належав до турнірів 1-ї категорії в рамках Туру WTA 2008. Відбувся в Ariake Coliseum у Токіо (Японія) і тривав з 15 до 21 вересня 2008 року. Дінара Сафіна здобула титул в одиночному розряді.

## Переможниці та фіналістки

### Одиночний розряд
Дінара Сафіна —  Світлана Кузнецова, 6–1, 6–3
- Для Сафіної це був 4-й титул за сезон і 9-й - за кар'єру. Це був її 3-й титул Tier I за сезон і за кар'єру.

### Парний розряд
Ваня Кінґ  /  Надія Петрова  —  Ліза Реймонд /  Саманта Стосур, 6–1, 6–4